# František Novák (poslanec Říšské rady)
František Novák (1825 – 16. září 1897 Ruzyně) byl rakouský a český politik, v 2. polovině 19. století poslanec Českého zemského sněmu a Říšské rady.

## Život
Byl statkářem v Ruzyni. V roce 1874 se uvádí jako okresni starosta na Smíchově. Byl také předsedou okresní hospodářské záložny.
V doplňovacích volbách roku 1874 byl zvolen na Český zemský sněm za kurii venkovských obcí (obvod Smíchov, Zbraslav, Beroun, Unhošť). V rámci tehdejší politiky pasivní rezistence ale funkci poslance fakticky nevykonával, byl pro absenci zbaven mandátu a obhájil jej pak v doplňovacích volbách roku 1875, 1876 a 1877. Uspěl i v řádných volbách roku 1878. Byl členem Národní strany (staročeské).
Zasedal také v Říšské radě (celostátní zákonodárný sbor), kam byl zvolen v doplňovacích volbách roku 1877, kurie venkovských obcí, obvod Smíchov, Zbraslav, Rakovník atd. Z politických důvodů se nedostavil do sněmovny, čímž byl jeho mandát i přes opakované zvolení prohlášen ještě roku 1877 za zaniklý.
Zemřel v září 1897. Byl pak uložen na hřbitově v Liboci.